# ویرمونی
ویرمونی، روستایی از توابع بخش مرکزی شهرستان آستارا در استان گیلان ایران است. مردم این روستا به زبان آذری و تالشی شمالی حرف می زنند. روستای ویرمونی در ۲ كیلومتری غرب شهر آستارا، قدیمی ترین روستای كل شهرستان آستارا و تشکیل دهنده آن به حساب میاید.
دهستان ویرمونی به همراه دهستان حیران جزو بخش مرکزی شهرستان آستارا می‌باشند که بیش از ۳/۴ جمعیت شهرستان آستارا را شامل می‌شوند.

## ریشه نام
ویر مصدر فعل به یاد داشتن به زبان باشندگان طالشی است. که به همراه پسوند مونی یعنی ماندن... معنایِ به یادماندنی را می دهد.

## جمعیت
این روستا در دهستان ویرمونی قرار دارد و براساس سرشماری مرکز آمار ایران در سال ۱۳۸۵، جمعیت آن ۲٬۱۵۱ نفر (۶۱۲خانوار) بوده‌است.

## تاریخچه
در فوریهٔ ۱۹۱۱ برابر با بهمن ماه ۱۲۸۹ سربازان روس قریب ۶۰ نفر ایرانی را شامل زن و کودک در روستای ورمونی نزدیک آستارا به قتل رساندند.